# Raúl Ibañez
Raúl Javier Ibañez (/ᵻˈbɑːnjɛz/; nascido em 2 de junho de 1972) é um ex-jogador profissional de beisebol que atuou como campista esquerdo na Major League Baseball (MLB) e agora atua como conselheiro especial do Los Angeles Dodgers. Jogou 11 de suas 19 temporadas pelo Seattle Mariners e também pelo Kansas City Royals, Philadelphia Phillies, New York Yankees e Los Angeles Angels of Anaheim. Além de atuar como campista esquerdo, Ibañez às vezes atuava como rebatedor designado.
Ibañez fez parte do All-Star Game de 2009 e venceu o prêmio de Jogador da Semana por cinco vezes. Apesar de não ter 500 aparições no plate em temporada única até os 30 anos de idade, Ibañez teve aproveitamento ao bastão de 27,2% com 424 duplas, 305 home runs e 1.207 RBIs em 19 temporadas na liga. Teve oito temporadas com ao menos 20 home runs, duas temporadas com ao menos 30 home runs, seis temporadas com ao menos 90 RBIs, quatro temporadas com ao menos 100 RBIs e dez temporadas consecutivas (2002–2011) com ao menos 30 duplas. Em 2004, Ibañez empatou o recorde da American League com seis rebatidas em um jogo.